# Cá voi phát nổ
Đã xảy ra nhiều trường hợp xác cá voi phát nổ do tích tụ khí trong quá trình phân hủy. Thuốc nổ trong thực tế cũng đã được sử dụng để hỗ trợ xử lý xác cá voi, thường là sau khi xác con vật được kéo ra biển. Một trường hợp được biết đến rộng rãi là về một con cá voi phát nổ xảy ra ở Florence, Oregon, vào tháng 11 năm 1970, khi Bộ phận Quốc lộ Oregon (nay là Bộ Giao thông vận tải Oregon) đã cho nổ xác một con cá nhà táng đang phân hủy bằng thuốc nổ, trong lúc họ đang cố gắng xử lý cái xác thối rữa của nó. Vụ nổ đã làm văng thịt cá voi ra xa hơn 800 foot (240 mét). Nhà văn khôi hài người Mỹ Dave Barry đã viết về điều này trên chuyên mục báo của mình vào năm 1990 sau khi xem đoạn phim truyền hình về vụ nổ và sau đó đoạn phim tương tự lan truyền trên Internet. Hiện tượng này cũng đã được nhắc đến trong bộ phim Reno 911!: Miami năm 2007 và trong bộ phim hài Swinging Safari năm 2018 của Úc. 

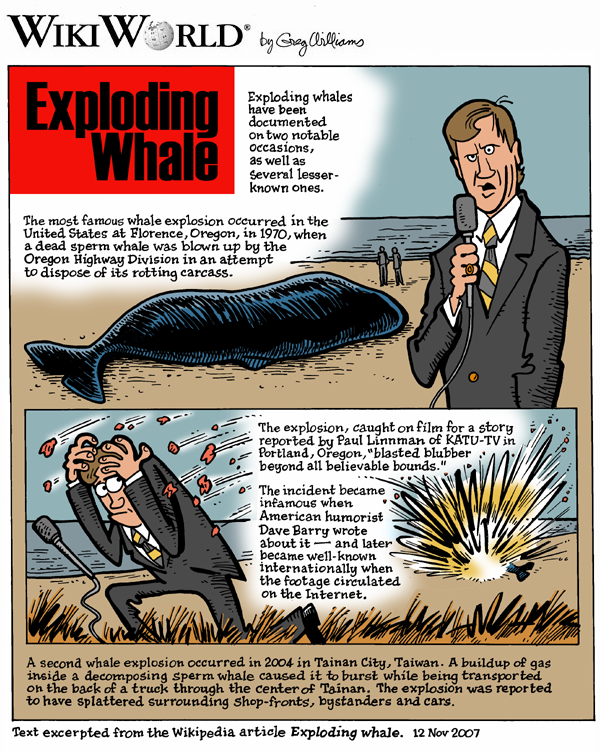
Truyện tranh về vụ nổ tại Oregon, 1970

Đã xảy ra một vụ xác cá voi tự phát nổ xảy ra ở Đài Loan vào năm 2004, khi khí tích tụ bên trong một con cá nhà táng đang phân hủy khiến nó nổ tung trong một khu đô thị đông đúc trong khi đang được vận chuyển để tiến hành khám nghiệm tử thi.

## Cá voi phát nổ tại Oregon

### Sự kiện
Vào ngày 9 tháng 11 năm 1970, một con cá nhà táng dài 45 foot (14m) đã dạt vào bờ biển tại Florence trên khu vực duyên hải trung tâm tiểu bang Oregon. Trọng lượng của cái xác ước tính khoảng 8 tấn Mỹ (16.000 lb; 7.300 kg). Vào thời điểm đó, các bãi biển ở Oregon đều thuộc diện quản lý của Bộ phận Quốc lộ tiểu bang, và sau khi tham khảo ý kiến của Hải quân Hoa Kỳ, họ đã quyết định tiêu hủy con cá voi bằng cách sử dụng thuốc nổ – giả định rằng các mảnh thịt tạo thành sẽ đủ nhỏ để cho các loài động vật ăn xác thối có thể tiêu thụ.
George Thornton, vị kỹ sư phụ trách hoạt động tiêu hủy, đã trả lời phỏng vấn rằng ông không chắc là sẽ cần bao nhiêu thuốc nổ, chỉ cho biết rằng ông được chọn để loại bỏ con cá voi vì người giám sát của ông đã đi săn. 1⁄2 tấn Mỹ (450 kg) thuốc nổ đã được chuẩn bị. Một cựu quân nhân được đào tạo về chất nổ tình cờ ở trong khu vực này đã cảnh báo rằng hai mươi thùng thuốc nổ đã được lên kế hoạch là quá nhiều mà chỉ cần 20 cây thuốc nổ (3,8 kg (8,4 lb) ) là đã đủ, nhưng lời khuyên của ông đã bị bỏ qua.
Thuốc nổ được kích hoạt vào ngày 12 tháng 11 lúc 15:45. Vụ nổ đã được quay lại bởi nhà quay phim Doug Brazil cho một câu chuyện được phóng viên Paul Linnman của KATU -TV ở Portland, Oregon. Trong buổi tường thuật của mình, Linnman nói đùa rằng "land-lubber newsmen" đã trở thành "land-blubber newsmen ... vì việc nổ tung mỡ cá voi đã vượt quá dự kiến."  Vụ nổ khiến các mảng mỡ lớn rơi xuống gần các tòa nhà và bãi đậu xe gần bờ biển. Chỉ có một số bộ phận bị phân rã; hầu hết các mảng thịt và mỡ vẫn nằm vương vãi trên khắp bãi biển, buộc các công nhân của Bộ phận Quốc lộ Oregon phải tiến hành thu dọn. Trong báo cáo của mình, Linnman cũng nhắc đến những con chim ăn xác thối vốn được hy vọng sẽ tiêu thụ phần còn lại của xác chết sau vụ nổ đã không xuất hiện vì chúng có thể đã sợ hãi tiếng ồn từ vụ nổ. Chiếc ô tô mới tinh của chuyên gia về chất nổ, được mua trong một chương trình khuyến mãi "Nhận ưu đãi cá voi" ở một thành phố gần đó, đã bị san phẳng bởi một phần mỡ cá voi rơi trúng.
Kết thúc câu chuyện của mình, Linnman phát biểu "Có thể kết luận rằng, nếu một con cá voi bị dạt vào bờ biển ở Hạt Lane một lần nữa, những người phụ trách sẽ không chỉ nhớ những gì phải làm, họ chắc chắn sẽ nhớ những gì không nên làm." Khi 41 con cá nhà táng dạt vào gần đó vào năm 1979, các quan chức của công viên tiểu bang đã tiến hành thiêu và chôn cất chúng.
Cuối ngày hôm đó, Thornton nói với Eugene phóng viên của tờ Register-Guard, "Mọi chuyện diễn ra rất chính xác. ... Ngoại trừ vụ nổ tạo ra một lỗ hổng trên phần cát dưới xác con cá voi" và một số tảng thịt và mỡ cá voi sau đó đã bị thổi ngược về phía những người xem và xe của họ.
Thornton được thăng lên chức văn phòng Medford vài tháng sau vụ việc và giữ chức vụ đó cho đến khi nghỉ hưu. Khi Linnman liên lạc với ông vào giữa những năm 1990, người đưa tin cho biết Thornton cảm thấy rằng hoạt động này đã thành công về mặt tổng quát, nhưng lại bị biến thành một thảm họa bởi các kênh truyền thông thù địch.
Biện pháp xử lý hiện tại của Sở Công viên Bang Oregon là chôn xác cá voi ở nơi chúng dạt vào. Nếu cát không đủ sâu, chúng sẽ được chuyển đến bãi biển khác.

### Mối quan tâm mới
Câu chuyện trên được nhà văn Dave Barry thu hút sự chú ý rộng rãi của công chúng trong chuyên mục trên tờ Miami Herald ngày 20 tháng 5 năm 1990, khi ông tuyên bố rằng ông sở hữu đoạn phim về sự kiện này. Barry viết, "Ở Viện [Nghiên cứu hiện tượng động vật phát nổ], chúng tôi chứng kiến hiện tượng này một cách thường xuyên, đặc biệt là trong các bữa tiệc." Một thời gian sau, bộ phận Quốc lộ Tiểu bang Oregon bắt đầu nhận được các cuộc gọi từ giới truyền thông sau khi một phiên bản rút gọn của bài báo được phân phối trên các hệ thống thông báo điện tử với tiêu đề " The Far Side Comes to Life in Oregon". Một bản sao không trích dẫn của bài viết của Barry không giải thích rằng sự kiện vốn đã xảy ra khoảng 25 năm trước. Barry sau đó thừa nhận rằng, một cách khá thường xuyên, một người nào đó đã nói sẽ chuyển cho anh ta một chuyên mục và đề nghị anh viết gì đó về sự việc được mô tả. Do những thiếu sót này, một bài báo trong TranScript của ODOT lưu ý rằng:
"Chúng tôi bắt đầu nhận được cuộc gọi từ các phóng viên tò mò trên khắp đất nước ngay sau khi câu chuyện trên các hệ thống thông báo điện tử xuất hiện," Ed Schoaps, điều phối viên các vấn đề công cộng của Sở Giao thông vận tải Oregon, cho biết. "Họ nghĩ rằng con cá voi đã dạt vào bờ biển gần đây, và đang nổi lên theo dấu vết của một vụ bê bối của chính phủ. Họ thất vọng vì câu chuyện đã có 25 năm dính bụi".  Schoaps đã nhận được các cuộc gọi từ các phóng viên và quần chúng hiều kỳ ở Oregon, San Francisco, Washington, D.C. và Massachusetts. Tờ Wall Street Journal đã kêu gọi, và tạp chí Governing có trụ sở tại Washington, D.C. đã đưa tin về truyền thuyết bất tử của cá voi trắng trong số ra tháng 6. Và điện thoại vẫn tiếp tục đổ chuông. "Tôi thường xuyên nhận được các cuộc gọi về câu chuyện này," Schoaps nói. Điện thoại của anh ấy đã trở thành đường dây nóng tuyệt vời cho ODOT, anh ấy nói thêm. "Tôi ngạc nhiên là mọi người vẫn gọi về câu chuyện này sau gần 25 năm."

Đoạn phim được đề cập đến trong bài báo, câu chuyện thời sự KATU do Paul Linnman tường thuật, sau đó tái xuất hiện dưới dạng tệp video trên một số trang web, trở thành một video lan truyền trên mạng. Một nghiên cứu năm 2006 cho thấy video đã có ít nhất 350 triệu lượt xem từ các trang web khác nhau. Vào năm 2020, cư dân Florence đã bỏ phiếu để đặt tên cho một khu vực giải trí mới là "Công viên Tưởng niệm Sự kiện Cá voi Phát nổ" để vinh danh vụ việc. Nhân kỷ niệm 50 năm sự kiện này, KATU đã lấy đoạn phim 16mm gốc từ kho lưu trữ và phát hành một phiên bản báo cáo tin tức được làm lại ở độ phân giải 4K.

## Thành phố Đài Nam, Đài Loan
Một vụ phát nổ xác cá voi khác xảy ra vào ngày 29 tháng 1 năm 2004, tại thành phố Đài Nam, Đài Loan. Lần này, vụ nổ xảy ra do quá trình tích tụ khí bên trong một con cá nhà táng đang phân hủy khiến nó vỡ tung. Nguyên nhân của hiện tượng ban đầu không được biết đến, vì nó diễn ra bất ngờ ở vùng cột sống của cá voi chứ không phải trong bụng như dự đoán. Sau đó, người ta xác định rằng con cá voi rất có thể đã bị một tàu vận tải lớn va phải, làm hư xương sống và suy yếu khu vực xương dẫn đến cái chết của nó. Con cá voi chết sau khi đi dạt vào bờ biển phía tây nam của Đài Loan và phải mất hơn 13 giờ đồng hồ để chuyển con cá voi lên một chiếc xe tải.
Taiwan News đưa tin, trong khi con cá voi được di dời, "... Một đám đông lớn gồm hơn 600 dân địa phương ở Vân Lâm, quần chúng hiếu kỳ, cùng với những người bán thức ăn nhanh và đồ uống nóng, đã bất chấp thời tiết lạnh giá đã kéo đến xem những người thợ cố gắng trục vớt xác con thủy quái đã chết ". Giáo sư Wang Chien-ping đã ra lệnh chuyển con cá voi đến Khu bảo tồn cuộc sống hoang dã Sutsao sau khi bị từ chối thực hiện một cuộc khám nghiệm tại Đại học Quốc gia Thành Công ở Đài Nam. Xác con vật nổ tung khi đang nằm trên một chiếc xe tải gần trung tâm Đài Nam trên đường từ phòng thí nghiệm của trường đại học đến khu bảo tồn. Con cá voi bùng nổ bắn tung tóe máu vào các cửa hàng xung quanh, những người chứng kiến và cả những chiếc ô tô. Tuy nhiên, vụ nổ đã không gây ra thương tích hoặc hay ngăn cản các nhà nghiên cứu tiến hành mổ xác con vật.
Trong khoảng một năm, giáo sư Wang đã hoàn thành việc trưng bày bộ xương từ xác cá voi. Mẫu vật được lắp ghép, một số cơ quan và mô được bảo quản và trưng bày tại Bảo tàng Cá voi Đài Giang kể từ ngày 8 tháng 4 năm 2005.

## Những nơi khác
- Vào năm 1928, các doanh nhân tên Harold L. Anfenger và MC Hutton đã vô tình làm nổ xác một con cá voi mà họ đang cố gắng bảo quản cho một buổi trình diễn khi người bảo quản xác họ thuê đã đánh giá sai sự cân bằng của muối và formaldehyde cần thiết để bảo quản mẫu vật.[22]
- Một con cá voi chết dạt vào bờ biển chỉ cách Moby's Pub khoảng 1 yard ở cảng Ganges trên đảo Salt Spring, British Columbia, Canada vào tháng Giêng năm 2011. Tác giả David Spalding đã tuyên bố trong một cuốn sách rằng nó đã phát nổ, và ngọn lửa của nó "treo trên cây trong nhiều tuần".[23]
- Xác cá voi thường xuyên được xử lý do sử dụng chất nổ, thường là sau khi những cái xác đã được đưa ra biển. Các vụ nổ do chính phủ cấp phép đã được tiến hành ở Nam Phi, Iceland và Úc.[24][25]
- Một số vụ nổ có kiểm soát đã được thực hiện ở Nam Phi. Chất nổ được sử dụng để giết một con cá voi lưng gù mắc cạn ở 25 dặm (40 km) về phía tây của Port Elizabeth vào ngày 6 tháng 8 năm 2001,[26] trong khi một con cá voi trơn phương nam dạt vào gần Cape Town vào ngày 15 tháng 9 năm 2005, đã bị chính quyền giết chết bằng cách cho nổ tung. Trong trường hợp thứ hai, các nhà chức trách tuyên bố rằng con cá voi không thể được cứu và việc sử dụng chất nổ trong những trường hợp như vậy đã được khuyến nghị bởi Ủy ban săn bắt cá voi quốc tế.[27] Vài tuần sau vụ nổ ở cảng Elizabeth, xác của một con cá voi lưng gù thứ hai được kéo ra biển và chất nổ được sử dụng để biến nó thành nhiều mảnh và không gây nguy hiểm cho tàu bè qua lại.[28] Tuy nhiên, một vụ nổ khác đã được thực hiện ở Vịnh Bonza vào ngày 20 tháng 9 năm 2004, khi một con cá voi lưng gù trưởng thành chết sau khi tự bị mắc cạn. Để xử lý con cá voi, các nhà chức trách đã kéo nó ra biển, gắn chất nổ vào và thả nó ra xa.[29]
- Xác một con cá voi trôi dạt vào bến cảng Hafnarfjörður của Iceland đã bị tách làm đôi do một vụ nổ có kiểm soát vào ngày 5 tháng 6 năm 2005. Cái xác sau khi phát nổ được kéo ra biển, tuy nhiên chúng nhanh chóng trôi vào bờ và cuối cùng phải bị cố định lại.
- Vào ngày 2 tháng 9 năm 2010, một cá voi lưng gù dài 31.2 foot (9.5m) bị mắc cạn trong hai tuần gần thành phố Albany của Tây Úc đã bị Bộ Bảo tồn và Môi trường giết chết bằng cách sử dụng chất nổ.[30] Bộ đã lên kế hoạch để con cá voi chết một cách tự nhiên, nhưng quyết định tiêu hủy con vật bằng thuốc nổ sau khi nó kẹt lại trên một bãi cạn.
- Xác một con cá nhà táng đã nổ tung ở Við Áir, Quần đảo Faroe vào ngày 26 tháng 11 năm 2013, khi các biện pháp được thực hiện nhằm phòng tránh cú nổ lớn hơn bằng cách đục lỗ trên da của nó. Đoạn phim về vụ việc trên đã được chiếu trên Kringvarp Føroya, đài truyền hình quốc gia Faroe.[31]
- Vào tháng 4 năm 2014, các quan chức ở Trout River, Newfoundland và Labrador, Canada, bày tỏ quan ngại rằng xác của một con cá voi xanh dạt vào bờ biển có thể vỡ tung, vì nó đã nở ra gấp đôi kích thước thông thường do bị khí nén không thể thoát ra.[32]
- Một trong ba con cá nhà táng chết sau khi dạt vào bờ biển Lincolnshire gần Skegness, Vương quốc Anh vào tháng 1 năm 2016 đã vỡ tung do tích tụ khí trong cái xác khi một nhà sinh vật biển tiến hành cắt vào nó trong khi cố gắng khám nghiệm cái xác. Vụ việc gây ra một "vụ nổ lớn trong không trung".[33]